# 카리스마 탈출기
"카리스마 탈출기"는 2006년에 개봉한 대한민국의 영화이다. 고등학교를 배경으로 한 학원물이자 로맨틱 코미디 영화이다.

## 줄거리
일명 "세븐커터"로 불리는 전설적인 학교짱과 같은 이름의 정한수가 성지고등학교로 전학을 오면서 여자 반장 한민주, 현재 학교짱 백성기, 학교 교사들과 겪게 되는 소동을 다루고 있다.

## 출연진
- 안재모 - 정한수 역
- 윤은혜 - 한민주 역
- 이정희 - 백성기 역
- 정준하 - 고민식, 고 선생 역
- 유현영 - 김선미, 김 선생 역
- 양주호 - 표정식 역
- 천명훈 - 한수 형 역
- 박효준 - 한수 2 역
- 이호성 - 한수 부 역
- 장정희 - 한수 모 역
- 김을동 - 민주 모 역

## 참고자료
- “윤은혜 영화 데뷔작 '카리스마 탈출기' - 화학반응 일으키지 못한 흥행요소들의 조합”. 연합뉴스. 2006년 3월 26일. 2016년 3월 5일에 원본 문서에서 보존된 문서. 2007년 11월 3일에 확인함.
- 김나형 (2006년 3월 28일). “왕따에 대한 따뜻한 시선, '카리스마 탈출기'”. 씨네21. 2016년 3월 4일에 원본 문서에서 보존된 문서. 2007년 11월 22일에 확인함.